# Jean-Michel Charpin
Pour les articles homonymes, voir Charpin.
Jean-Michel Charpin, né le 23 février 1949 à Marseille, est un économiste français, inspecteur général des finances honoraire.

## Biographie

### Jeunesse et études
Ancien élève de l'École polytechnique (Promotion X1968) et de l'École nationale de la statistique et de l'administration économique, il est également diplômé de l'Institut d'études politiques de Paris et d'études supérieures de sciences économiques.

### Parcours professionnel
Il commence sa carrière en 1973 à l'Insee en tant qu'économiste chargé des travaux techniques de projection à moyen terme, avant d'intégrer la Commission européenne.
Il a été entre 1983 et 1985 directeur de cabinet du ministre Jean Le Garrec qui a occupé divers postes au sein des gouvernements Mauroy et Fabius.
Directeur du CEPII (1985-1990), professeur à l'École centrale (1977-1982) et à l'ENA (1988-1991), il rejoint la BNP en 1990, avant de devenir commissaire au Plan entre janvier 1998 et janvier 2003, puis directeur général de l'Insee de janvier 2003 à octobre 2007.
Il est vice-président et trésorier de l'École d'économie de Paris, et appartient à l'Académie des technologies. Il a participé au Conseil d'analyse économique de 1997 à 2007, d'abord comme membre intuitu personae, puis comme membre de droit.
Il est également l'auteur en 1999 du rapport au Premier ministre « L'avenir de nos retraites ».
En 2004-2005, il a présidé le groupe de rédaction du Code de bonnes pratiques de la statistique européenne.
Il est ancien président de l'Association française de science économique et de l'Association française des gestionnaires actif-passif.

## Vie privée
Il a quatre enfants nés d'un mariage.